# Alan Shepard
Alan Bartlett „Al“ Shepard, Jr. (* 18. November 1923 in East Derry, New Hampshire, Vereinigte Staaten; † 21. Juli 1998 in Monterey, Kalifornien, USA) war der erste Astronaut der Vereinigten Staaten im Weltraum und als Kommandant der Mission Apollo 14 der fünfte Mensch auf dem Mond.

## Beginn der Karriere
Shepard war ein hervorragender Schüler. Fasziniert von Flugzeugen radelte er an Wochenenden oft zum nächsten Flugplatz, wo er Gelegenheitsarbeiten übernahm, um gelegentlich in Flugzeugen mitfliegen zu können.
Seinen Schulabschluss machte er 1941 an der Admiral Farragut Academy in Toms River, New Jersey. Von 1941 bis 1944 studierte er an der United States Naval Academy in Annapolis, Maryland. Bis zum Ende des Zweiten Weltkriegs diente er dann in der US-Marine auf dem Zerstörer Cogswell im Pazifik.
Nach dem Krieg wurde er als Pilot ausgebildet und diente als Marine-Pilot, unter anderem auf Flugzeugträgern im Mittelmeer.
Im Jahre 1950 begann Shepard die Ausbildung zum Testpiloten in Patuxent River, Maryland. Nach deren Abschluss 1951 testete er verschiedene Typen von Kampfjets und arbeitete unter anderem Landetechniken für die neuen Flugzeugträger mit abgewinkelten Landebahnen aus. Nachdem er schon 1944 seinen Bachelor of Science an der United States Naval Academy gemacht hatte, kam er ans Naval War College in Newport (Rhode Island), wo er 1957 einen Master of Arts erhielt. Er war auch Inhaber zahlreicher akademischer Ehrentitel.

## Der erste Amerikaner im All

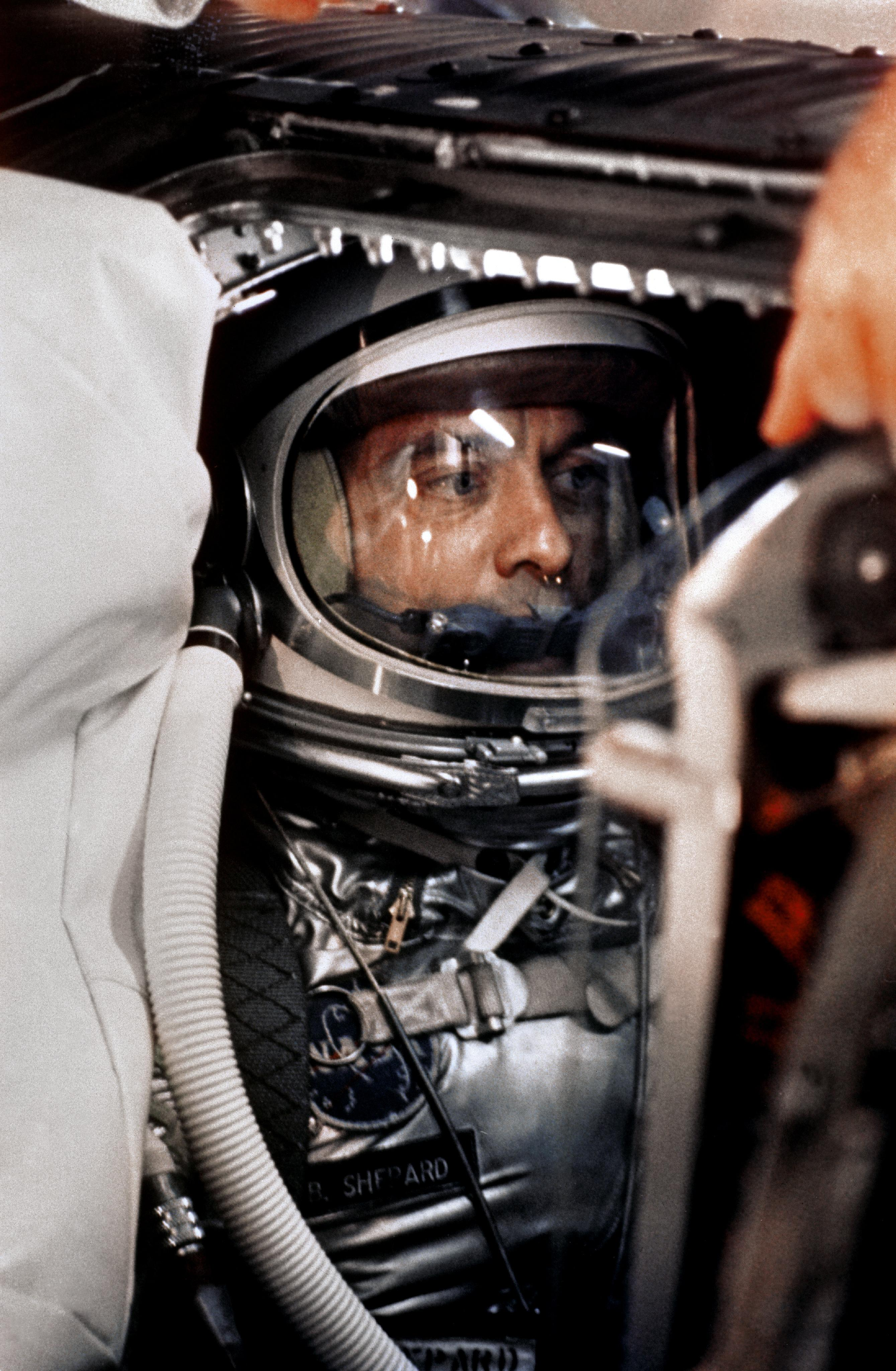
Alan Shepard vor dem Start von Freedom 7

Shepard gehörte zu den 110 Militär-Testpiloten, die von der NASA als potentielle Astronauten ausgewählt wurden, wobei jedoch die Einladung an Shepard verloren ging. Dennoch gehörte er zu den sieben (Mercury Seven), die am 9. April 1959 von der NASA als Amerikas erste Astronautengruppe vorgestellt wurden.
Am 21. Februar 1961 erfuhr Shepard, dass er für den ersten bemannten Flug des Mercury-Raumschiffs vorgesehen war. Diese Nachricht wurde vorerst aber noch nicht veröffentlicht.
Der Start der Mission Mercury-Redstone 3 (Mercury-Kapsel MR-3) erfolgte dann am 5. Mai 1961. Shepard hatte dem Raumschiff den Namen Freedom 7 gegeben. Dieser Flug war nicht als Erdumkreisung geplant, sondern als suborbitale ballistische Flugbahn. Die für eine Erdumlaufbahn benötigte Fluchtgeschwindigkeit konnte die Redstone nicht erreichen. Dies gelang den Amerikanern erst im Februar 1962 mit der Mercury-Atlas 6-Mission. Shepard erreichte eine Höhe von 187 km. Nach 15 Minuten und 22 Sekunden wasserte Freedom 7 sicher im Atlantik. Damit gilt er nach Juri Gagarin aus der Sowjetunion, der die Erde bereits am 12. April in 106 Minuten einmal umkreist hatte, als der zweite Mensch im Weltraum.
Bei den beiden nächsten Mercury-Missionen am 21. Juli 1961 und 20. Februar 1962 war Shepard als Verbindungssprecher (Capcom) beteiligt.
Für die letzte Mission im Mercury-Programm, Mercury-Atlas 9, war er als Ersatzpilot vorgesehen, falls Gordon Cooper ausfallen sollte, der Flug fand aber am 15. und 16. Mai 1963 problemlos statt.
Shepard drängte darauf, das letzte verbliebene Mercury-Raumschiff Mercury 10 für einen Langzeitflug zu verwenden, mit sich als Pilot und Cooper als Ersatz. Er ließ das Raumschiff sogar mit dem Schriftzug „Freedom 7 II“ bemalen, die NASA entschied jedoch, dass alle Kräfte auf das anstehende Gemini-Programm konzentriert werden sollten, sodass Shepard nicht zur erhofften Erdumkreisung kam.

## Kein Gemini-Flug für Shepard
Shepard war für den Jungfernflug des Gemini-Raumschiffs Gemini 3 als Kommandant nominiert.
Er hatte bereits mit Tom Stafford das Training aufgenommen, als ihm eine gesundheitliche Beeinträchtigung am linken Innenohr attestiert wurde: Shepard litt unter dem Menière-Syndrom. Ein überhöhter Druck der Flüssigkeit im Innenohr führt dabei zu Störungen des Gleichgewichtssinnes, Schwindelgefühlen und Übelkeit, was die Flugtauglichkeit beeinträchtigte.
Im März 1966 leitete er das Komitee, das den Flugzeugabsturz untersuchen sollte, der zum Tod der Astronauten Elliot See und Charles Bassett geführt hatte.

## Der Flug zum Mond

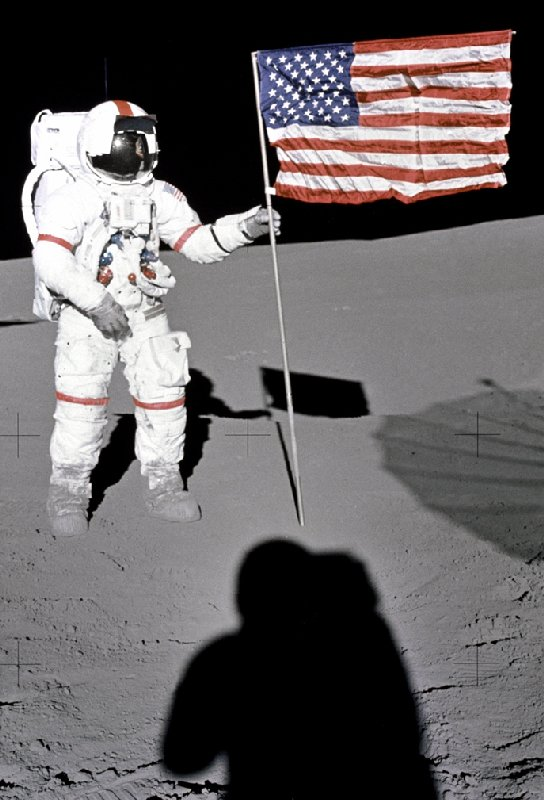
Shepard auf dem Mond (1971)

Anfang 1969 ließ sich Shepard am Innenohr operieren. Im Mai wurde ihm wieder die volle Flugtauglichkeit bescheinigt, sodass er die Ausbildung im Rahmen des Apollo-Programms wieder aufnehmen konnte. Die Leitung des Astronautenbüros übergab er an Tom Stafford.
Shepard war zuerst als Kommandant der Apollo-13-Mission vorgesehen, die im April 1970 starten sollte, aber das NASA-Management drängte darauf, ihm mehr Zeit zur Vorbereitung zu geben, da er dem Astronautentraining lange ferngeblieben war. Deshalb wurde Shepard zusammen mit Stuart Roosa und Edgar Mitchell auf Apollo 14 verlegt.
Dieser Mondflug fand vom 31. Januar (dritte Mondlandung am 5. Februar 1971) bis zum 9. Februar 1971 statt. Shepard war zu diesem Zeitpunkt bereits 47 Jahre alt, bei Weitem der älteste der Mondfahrer. Er war der erste Mercury-Astronaut, der es bis zum Mond geschafft hatte, und er sollte der einzige bleiben. Als er den Mond betrat, sagte er: „Al ist auf der Oberfläche, und es war ein weiter Weg, aber wir sind hier.“
Al Shepard ging als erster Golfspieler auf dem Mond in die Geschichtsbücher ein. Er hatte zwei Golfbälle mit auf den Mond genommen, außerdem ein Eisen 6, das er provisorisch an einem geologischen Instrument befestigte. Aufgrund des steifen Raumanzugs musste er einhändig schlagen. Den ersten Ball verfehlte er zunächst, um ihn dann im zweiten Versuch ein oder zwei Meter voranzubringen. Der dritte Schlag traf dann, und mit einem vierten Schlag konnte er den zweiten Ball ungefähr 40 Yards (37 Meter) weit schlagen.
Bei den folgenden Mondflügen Apollo 15 im Juli 1971 und Apollo 17 im Dezember 1972 diente er als Verbindungssprecher (Capcom) in der Flugleitung.

## Nach dem Mondflug
Im Juni 1971 nahm er die Arbeit als Leiter des Astronautenbüros wieder auf. Von Präsident Nixon wurde er im Juli zum Delegierten für die UN-Vollversammlung ernannt und blieb von September bis Dezember 1971 in diesem Amt.
Am 1. Dezember 1971 beförderte die US-Marine ihn zum Konteradmiral.
Shepard schied am 31. Juli 1974 aus der NASA und der US-Marine aus, übergab die Leitung des Astronautenbüros an John Young und konzentrierte sich auf seine Arbeit als Geschäftsmann, die ihn schon zu Astronautenzeiten zum Millionär gemacht hatte.
Er wurde Vorsitzender der Marathon Construction Corp. in Houston und der Windward Distributing Company und trat dem Aufsichtsrat mehrerer Firmen bei.
Seine Firma Seven Fourteen Enterprises (benannt nach Freedom 7 und Apollo 14) diente als Holding für seine verschiedenen geschäftlichen Aktivitäten.
Zusammen mit den anderen Mercury-Astronauten und Betty, der Witwe von Gus Grissom, gründete er 1984 die Mercury Seven-Stiftung, die Stipendien an bedürftige Studenten vergab. Im Jahre 1995 wurde die Stiftung in Astronaut Scholarship Foundation umbenannt und Shepard wurde Präsident und Vorsitzender, bis er beide Ämter im Oktober 1997 an den ehemaligen Astronauten Jim Lovell übergab.
1996 wurde festgestellt, dass Alan Shepard an Leukämie litt, woran er 1998 im Alter von 74 Jahren starb. Seine Frau Louise, mit der er 53 Jahre lang verheiratet war, verstarb nur einen Monat später. Sie hinterließen zwei Töchter: Laura (* 1947) und Juliana (* 1951). Die Shepards zogen außerdem ihre Nichte Alice auf, die manchmal als Tochter bezeichnet wird.

## Zusammenfassung der Raumflüge
| Nr. | Mission            | Funktion   | Flugdatum                    | Flugdauer |
| --- | ------------------ | ---------- | ---------------------------- | --------- |
| 1   | Mercury-Redstone 3 | Kommandant | 5. Mai – 5. Mai 1961         | 0d 0h 15m |
| 2   | Apollo 14          | Kommandant | 31. Januar – 9. Februar 1971 | 9d 0h 01m |

## Die Person
Alan „Al“ Shepard galt als eine der schwierigsten Personen des gesamten Apollo-Programms.
Im Astronauten-Korps war die Meinung über ihn geteilt.
Er genoss Respekt und Anerkennung, musste aber ebenso mit Missgunst leben.
Manche beschrieben ihn als sehr undurchsichtigen, aber hochintelligenten und gerissenen Choleriker, dessen Launen – besonders hinsichtlich seines Einflusses auf die Auswahl der Mannschaften – bei den anderen Astronauten gefürchtet waren. Im Buch A Man on the Moon beschreibt ihn der Autor Andrew Chaikin als einen Charakter, den man im Deutschen wohl als „Fuchs“ bezeichnen würde. Shepard habe zwar ein raumfüllendes Charisma, aber auch ein „triefend arrogantes Selbstvertrauen“ besessen. Er sei von nicht wenigen Astronauten deswegen gemieden worden, habe aber umgekehrt auch seinerseits Distanz gewahrt. Mit seinem – so wörtlich – „ultimativen Einfluss auf Astronautenkarrieren“ soll er ferner den Spitznamen „Big Al“ getragen haben. Chaikin zitiert in diesem Zusammenhang einen (nicht namentlich genannten) Astronauten mit den Worten: „You had the feeling that if it came down to you or him, frankly, he would cut your balls off so fast you wouldn’t know that they're gone for a little while.“
Dieser extreme Charakter wird auch in der Mini-Fernsehserie From the Earth to the Moon thematisiert. In ihr wird gezeigt, dass die Sekretärin Shepards angeblich täglich wechselnde Fotos ihres Chefs – verkörpert von Ted Levine –, auf welchen er in den verschiedenen Gemütszuständen abgebildet war, unter der Überschrift „Mood of the day“ ausgehängt hatte, um Besucher zu warnen.
Ebenso wird darauf eingegangen, dass Shepards Apollo-14-Flug sehr unter Kritik stand, da er der wohl unerfahrenste Kommandant des Apollo-Mondprogramms war und nach seiner Erkrankung sehr lange als fluguntauglich außer Dienst gestanden hatte. Darüber hinaus ist immer wieder der Vorwurf zu vernehmen, Shepard habe seine Freundschaft zu Deke Slayton, der für die Apollo-Mannschaftseinteilung zuständig war, bis aufs Äußerste beansprucht, um seinen Mondflug durchzusetzen.
Der ehemalige Astronaut Eugene Cernan geht in seinem Buch The Last Man on the Moon auf die Kritik an Shepard ein und meint, dass ihm im Laufe der Zeit klargeworden sei, sein späterer Freund habe trotz der langen Flugpause selbst zum Zeitpunkt der Apollo-14-Mission über Talente und Qualitäten verfügt, die er und die meisten anderen Astronauten nicht mal mit viel Anstrengung hätten ausgleichen können.

## Besonderheiten und Rekorde
- Erster Amerikaner im All (Mercury-Redstone 3)
- Ältester Mensch auf dem Mond (Apollo 14)
- Einziger Mercury-Veteran auf dem Mond (Apollo 14)
- Erster Golfspieler auf dem Mond (Apollo 14)
- Erster Großvater auf dem Mond (Apollo 14)

## Ehrungen
Shepard wurde 1977 als zweiter Raumfahrer in die National Aviation Hall of Fame aufgenommen. Er war einer der ersten sechs Astronauten, denen am 1. Oktober 1978 die Congressional Space Medal of Honor verliehen wurde.
Im Dezember 2006 wurde ein Versorgungs- und Munitionstransporter der Lewis-and-Clark-Klasse nach ihm benannt, die USNS Alan Shepard (T-AKE-3).
In der Science-Fiction-Videospielreihe Mass Effect, deren erster Teil 2007 veröffentlicht wurde, lautet der Nachname der Hauptfigur Shepard, was von BioWare als bewusste Verbeugung vor Alan Shepard bestätigt wurde.
Am 4. Dezember 2008 wurde im Kreidesee Hemmoor eine Piper 28 kontrolliert versenkt. Sie gehörte ehemals Shepard und konnte seitdem in einer Tiefe von knapp 10 m betaucht werden. 2020 sackte die Piper ab und es brach dabei ein Tragwerk ab. Die Piper wurde im Rahmen einer Tauchaktion auf knapp 50 m Tiefe verlegt.
Zum 50-jährigen Jubiläum seiner ersten Reise ins Weltall gab die Post in den USA 2011 eine Gedenkmarke mit dem Bild von Alan Shepard heraus.
Die Trägerrakete New Shepard der Firma Blue Origin ist nach Alan Shepard benannt.